# Myolepta
Myolepta là một chi ruồi trong họ Syrphidae.